# کارآگاه آوازخوان (فیلم)
کارآگاه آوازخوان (به انگلیسی: The Singing Detective) فیلمی است محصول سال ۲۰۰۳ و به کارگردانی کیث گوردن است. در این فیلم بازیگرانی همچون رابرت داونی جونیور، رابین رایت، جرمی نورثام، مل گیبسون، کیتی هلمز، دیوید دورفمن، آدرین برودی، جاون پالیتو، کارلا گوجینو، سال روبینک، الفری وودارد، ایمی آکوئینو، ادی جونز و کلاید کوساتسو ایفای نقش کرده‌اند.